# バッシニャーナ
バッシニャーナ（伊: Bassignana）は、イタリア共和国ピエモンテ州アレッサンドリア県にある、人口約1,600人の基礎自治体（コムーネ）。

## 地理

### 位置・広がり
| 隣接するコムーネは以下の通り。括弧内のPVはパヴィーア県所属を示す。 - アッルヴィオーニ・ピオーヴェラ - フラスカローロ (PV) - ガンバラーナ (PV) - イーゾラ・サンタントーニオ - モンテカステッロ - ペチェット・ディ・ヴァレンツァ - リヴァローネ - スアルディ (PV) - ヴァレンツァ |

### 地震分類
イタリアの地震リスク階級 (it) では、4 に分類される
。